# Koweït aux Jeux olympiques d'été de 2024
Le Koweït participe aux Jeux olympiques de 2024 à Paris. Il s'agit de sa 14e participation à des Jeux olympiques d'été.
L'escrimeur Yousef Al-Shamlan et la rameuse Suad Al-Faqaan sont nommés porte-drapeaux de la délégation en juillet 2024.

## Nombre d’athlètes qualifiés par sport
Voici la liste des qualifiés et sélectionnés koweïtiens par sport (remplaçants compris) :
| Sport                                 | Hommes | Femmes | Total |
| ------------------------------------- | ------ | ------ | ----- |
| Athlétisme                            | 1      | 1      | 2     |
| Aviron                                | -      | 1      | 1     |
| Escrime                               | 1      | -      | 1     |
| Sports aquatiques • Natation sportive | 1      | 1      | 2     |
| Tir                                   | 2      | -      | 2     |
| Voile                                 | -      | 1      | 1     |
| Total                                 | 5      | 4      | 9     |

## Résultats

### Athlétisme

#### Hommes
| Athlète        | Épreuve     | Premier tour | Premier tour | Repêchage | Repêchage | Demi-finales | Demi-finales | Finale  | Finale  |
| Athlète        | Épreuve     | Temps        | Rang         | Temps     | Rang      | Temps        | Rang         | Temps   | Rang    |
| -------------- | ----------- | ------------ | ------------ | --------- | --------- | ------------ | ------------ | ------- | ------- |
| Yaqoub Alyouha | 110 m haies | DNF          | DNF          | Éliminé   | Éliminé   | Éliminé      | Éliminé      | Éliminé | Éliminé |

#### Femmes
| Athlète       | Épreuve | Premier tour  | Premier tour | Repêchage     | Repêchage | Demi-finales | Demi-finales | Finale   | Finale   |
| Athlète       | Épreuve | Temps         | Rang         | Temps         | Rang      | Temps        | Rang         | Temps    | Rang     |
| ------------- | ------- | ------------- | ------------ | ------------- | --------- | ------------ | ------------ | -------- | -------- |
| Amal Al-Roumi | 800 m   | 2 min 11 s 35 | 8e           | 2 min 12 s 13 | 8e        | Éliminée     | Éliminée     | Éliminée | Éliminée |

### Aviron
| Athlète        | Compétition | Série             | Série | Repêchage         | Repêchage | Quart de finale | Quart de finale | Demi-finale      | Demi-finale | Finale      | Finale      |
| Athlète        | Compétition | Temps             | Rang  | Temps             | Rang      | Temps           | Rang            | Temps            | Rang        | Temps       | Rang        |
| -------------- | ----------- | ----------------- | ----- | ----------------- | --------- | --------------- | --------------- | ---------------- | ----------- | ----------- | ----------- |
| Suad Al-Faqaan | Skiff       | 0 h 8 min 16 s 32 | 4e    | 0 h 8 min 28 s 89 | 4e        | Non disputé     | Non disputé     | 0 h 9 min 1 s 78 | 3e          | Non disputé | Non disputé |

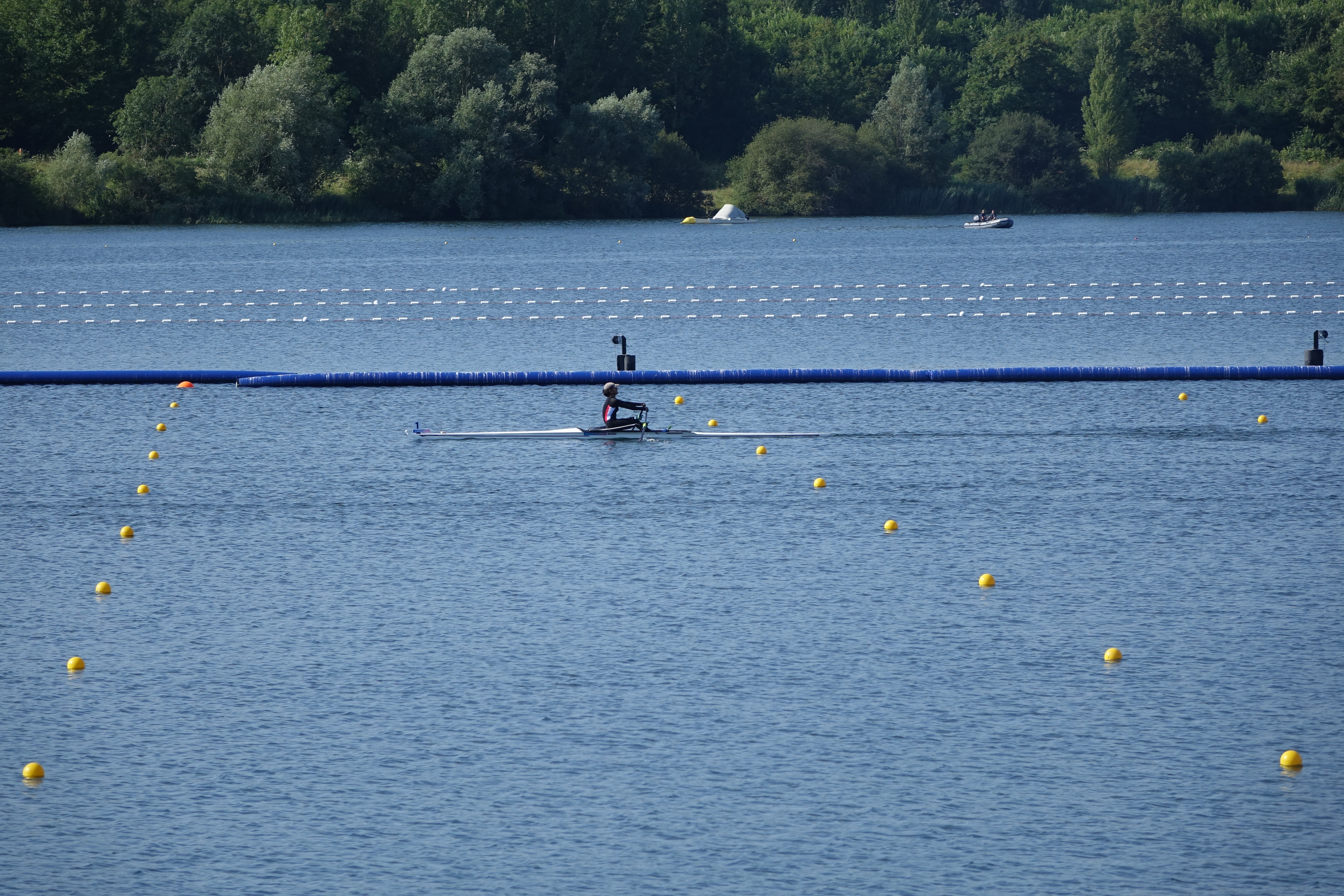
Suad Al-Faqaan lors des demi-finales des Jeux olympiques d'été de 2024.

Suad Al-Faqaan est la première femme à participer et à représenter le Koweït aux Jeux Olympiques dans un sport nautique. Lors des séries, elle termine à la quatrième place avec un temps de 8:16.32 minutes. Elle accède aux repêchages mais ne termine qu'à la quatrième place avec un temps de 8:28.89 minutes ce qui ne lui permet pas de poursuivre la compétition pour l'obtention d'une médaille. Lors de la demi-finale E/F permettant d'établir le classement final, elle réaliste un temps de 9:01.78 minutes et prend la troisième place de sa course. Elle termine à la 29e place au classement général.

### Escrime
| Athlète           | Compétition      | 1/32 de finale            | Seizièmes de finale | Huitièmes de finale | Quarts de finale | Demi-finales / Classement | Finale / Classement | Rang |
| Athlète           | Compétition      | Adversaire Score          | Adversaire Score    | Adversaire Score    | Adversaire Score | Adversaire Score          | Adversaire Score    | Rang |
| ----------------- | ---------------- | ------------------------- | ------------------- | ------------------- | ---------------- | ------------------------- | ------------------- | ---- |
| Yousef Al-Shamlan | Sabre individuel | Matyas Szabo Défaite 6-15 | Éliminé             | Éliminé             | Éliminé          | Éliminé                   | Éliminé             | 27e  |

### Natation
| Athlète        | Épreuve          | Séries  | Séries | Demi-finales | Demi-finales | Finale  | Finale  |
| Athlète        | Épreuve          | Temps   | Rang   | Temps        | Rang         | Temps   | Rang    |
| -------------- | ---------------- | ------- | ------ | ------------ | ------------ | ------- | ------- |
| Mohamad Zubaid | 100 m nage libre | 52 s 35 | 63e    | Éliminé      | Éliminé      | Éliminé | Éliminé |

| Athlète     | Épreuve         | Séries        | Séries | Demi-finales | Demi-finales | Finale   | Finale   |
| Athlète     | Épreuve         | Temps         | Rang   | Temps        | Rang         | Temps    | Rang     |
| ----------- | --------------- | ------------- | ------ | ------------ | ------------ | -------- | -------- |
| Lara Dashti | 50 m nage libre | 1 min 15 s 67 | 37e    | Éliminée     | Éliminée     | Éliminée | Éliminée |

### Tir
| Tireurs             | Compétition     | Qualification | Qualification | Finale  | Finale  |
| Tireurs             | Compétition     | Points        | Rang          | Points  | Rang    |
| ------------------- | --------------- | ------------- | ------------- | ------- | ------- |
| Khaled Al-Mudhaf    | Fosse olympique | 120           | 17e           | Éliminé | Éliminé |
| Mohammed Al-Daihani | Skeet           | 120           | 13e           | Éliminé | Éliminé |

### Voile
Nota : le résultat barré est le plus mauvais de l’athlète concerné. Il n’est pas pris en compte dans le total.
| athlète     | Compétition  | Régates | Régates | Régates | Régates | Régates | Régates | Régates | Régates | Régates | Régates | Régates | Total net | Classement |
| athlète     | Compétition  | 1       | 2       | 3       | 4       | 5       | 6       | 7       | 8       | 9       | 10      | CM      | Total net | Classement |
| ----------- | ------------ | ------- | ------- | ------- | ------- | ------- | ------- | ------- | ------- | ------- | ------- | ------- | --------- | ---------- |
| Ameena Shah | Laser Radial | 43      | 43      | 42      | 43      | 43      | 43      | 34      | 42      | 30      | An      | Él.     | 320       | 42e        |